# العبدة اليونانية
العبدة اليونانية (بالإنجليزية: The Greek Slave)‏ هي تمثال من الرخام للنحات الأمريكي حيرام باورز. 
وهي واحدة من أشهر المنحوتات الأمريكية في القرن التاسع عشر، وأحد أكثر المنحوتات الأمريكية شعبية في التاريخ.
ويصور التمثال امرأة عارية بالحجم الطبيعي. وقد انتهى النحات من صنعها في عام 1843. وتوجد حاليا في قلعة رابي في إنجلترا.